# Szilas A. Pál
Szilas A. Pál (eredetileg Lichner Aurél, Hegybánya, 1921. január 8. – Miskolc, 1991. június 5.) bányamérnök, egyetemi tanár.

## Élete, munkássága
Szilas A. Pál apja, Lichner József, Selmecbánya környékén dolgozó bányatechnikus, majd a selmeci M. Kir. Bányászati és Erdészeti Főiskola irodaintézője volt. 1919-ben, az Akadémiával együtt Sopronba költöztek. Anyja a jobb ellátás miatt visszament Hegybányára, s ott született meg gyermeke, Lichner Aurél néven. Iskoláit Sopronban végezte, 1931-ben érettségizett a bencés gimnáziumban. 1939-ben magyarosította a nevét Szilas A. Pálra. Ebben az évben kezdte el tanulmányait a József Nádor Műszaki és Gazdaságtudományi Egyetem Sopronban működő Bánya-, Kohó- és Erdőmérnöki Karának, a Selmeci Akadémia utódjának bányamérnöki tagozatán, és 1943. október 18-án szerezte meg oklevelét.
1943-ban a MAORT-nál (Magyar-Amerikai Olajipari Részvénytársaság), a pusztaszentlászlói üzemben kezdett dolgozni. 1948-ban a cég nagykanizsai termelési irodájának a vezetője, 1949-ben pedig a budapesti központ műszaki vezetője lett. 1952-től 1953 végéig a Lovászi Kőolajtermelő Vállalat termelési osztályvezetője, majd műszaki vezetője lett. 1952-től meghívottként a Műegyetemen oktatott, majd 1954-től a miskolci Nehézipari Műszaki Egyetem még költözés előtt álló soproni Bányamérnöki Karán, a Gyulay Zoltán vezette Olajtermelési tanszék oktatója volt. 1959-ben a karral együtt ő is Miskolcra költözött.
1957-ben szerezte meg kandidátusi fokozatát, ennek révén 1960-ban műszaki doktori címet kapott, majd 1976-ban a műszaki tudomány doktora fokozatot is megszerezte. 1964-ben egyetemi tanár lett, és ettől kezdve 1968-ig a Bányamérnöki Kar dékánja volt. 1966-ban az Olajtermelési tanszék vezetője lett, 1984-ben vonult nyugdíjba.
Az ő nevéhez fűződik hazai gázmérnök képzés 1966-os beindítása a Miskolci Egyetemen. Egy félévet Amerikában, a tulsai egyetemen is oktatott. Egy ENSZ program-szakértőjeként szintén az USA-ban, Indianában töltött hosszabb időt. 1969 és 1972 között az OMBKE Kőolaj, Földgáz és Víz szakosztályának elnöke volt. Egyéb fontos megbízatásai mellett nagy figyelmet fordított a selmeci-soproni diákhagyományok miskolci felújítására és ápolására is.

## Fontosabb művei
- Hidraulika. Budapest, 1961.
- Kőolajtermelés. Budapest, 1963 (németül is).
- Production and Transport of Oil and Gas. New York, 1975 (oroszul 1980).
- A kőolajszállítás korszerű irányítása (Oláh Miklós társszerzővel). Budapest, 1978.

## Szabadalmai
- Béléscsőnyomással segédgáz-indítószelep
- Béléscsőnyomással vezérelt automatikus időszakos segédgázszelep
- Szerkezet olajkutak időszakos, segédgázas termeléséhez (társakkal)
- Eljárás és kapcsolási elrendezés plasztikus, vagy pszeudoplasztikus, tixotrop folyási tulajdonságú, csőtávvezetékben szállított, bedermedt olajak újraindító nyomásának csökkentésére (társakkal)